# Глейзель Семен Борисович
Семе́н Бори́сович (за паспортом — Шмуль Бенціонович) Гле́йзель — радянський віолончеліст і музичний педагог. Заслужений артист Карельської АРСР (1968).

## Біографія
Закінчив у Кам'янці-Подільському музичну школу, засновану 1903 року Тадеєм Ганицьким. У спогадах писав: «Я буду завжди вдячний йому за раду та допомогу». Як віолончеліст навчався у Ленінградській консерваторії, виступав у складі струнних ансамблів, у симфонічному оркестрі .
Був концертмейстером Симфонічного оркестру Карельського радіо та телебачення (нині Симфонічний оркестр Карельської державної філармонії) .
Учасник Великої Вітчизняної війни .
У Петрозаводську викладав на струнно-смичковому відділенні дитячої музичної школи № 1 , у музичному училищі імені К. Е. Раутіо (серед учнів — віолончелістка Лія Федорівна Баруздіна, яка 1963 року закінчила струнне відділення цього училища) .